# Rallye Korsika 1977
Die 21. Rallye Korsika war der 10. Lauf zur Rallye-Weltmeisterschaft 1977. Sie fand vom 5. bis zum 6. November in der Region von Ajaccio statt.

## Klassifikationen

### Endergebnis
| Rang | Fahrer               | Co-Pilot            | Auto              | Zeit (Std./Min./Sek.) | Rückstand Sieger (Min./Sek.) Rückstand V (Min./Sek.) |
| ---- | -------------------- | ------------------- | ----------------- | --------------------- | ---------------------------------------------------- |
| 1    | Bernard Darniche     | Alain Mahé          | Fiat 131 Abarth   | 8:13:40               | 00:00                                                |
| 2    | Raffaele Pinto       | Arnaldo Bernacchini | Lancia Stratos HF | 8:17:07               | 03:27                                                |
| 3    | Fulvio Bacchelli     | Bruno Scabini       | Fiat 131 Abarth   | 8:24:07               | 10:27 07:00                                          |
| 4    | Antonio Carello      | Maurizio Perissinot | Lancia Stratos HF | 8:25:02               | 11:22 00:55                                          |
| 5    | Francis Vincent      | Francis Calvier     | Fiat 131 Abarth   | 8:30:01               | 16:21 04:59                                          |
| 6    | Jacques Alméras      | Christian Gilbert   | Porsche 911       | 8:34:24               | 20:44 04:23                                          |
| 7    | Maurizio Verini      | Ninni Russo         | Fiat 131 Abarth   | 8:49:58               | 36:18 15:34                                          |
| 8    | Michèle Mouton       | Françoise Conconi   | Fiat 131 Abarth   | 8:50:48               | 37:08 00:50                                          |
| 9    | Gérard Swaton        | Bernard Cordesse    | Porsche 911       | 8:58:39               | 44:59 07:51                                          |
| 10   | Jean-Claude Lefèbvre | Jean Todt           | Peugeot 104 ZS    | 8:59:01               | 45:21 00:22                                          |

Insgesamt wurden 32 von 120 gemeldeten Fahrzeuge klassiert:

### Herstellerwertung
| Pos. | Team   | Punkte |
| ---- | ------ | ------ |
| 1    | Fiat   | 148    |
| 2    | Ford   | 124    |
| 3    | Opel   | 64     |
| 4    | Lancia | 60     |
| 5    | Toyota | 52     |

Die Fahrer-Weltmeisterschaft wurde erst ab 1979 ausgeschrieben.